# فريدريك مور (لاعب كريكت بريطاني)
فريدريك مور (17 يناير 1931 - 17 مارس 2016)  (بالإنجليزية: Frederick Moore)‏ هو لاعب كريكت بريطاني.